# 佩夫利 (密蘇里州)
佩夫利（英語：Pevely）是位於美國密蘇里州傑佛遜縣的城市。

## 人口
根據2020年美國人口普查的數據，佩夫利的面積為12.85平方千米，當中陸地面積為12.72平方千米，而水域面積為0.13平方千米。當地共有人口6026人，而人口密度為每平方千米469人。